# قيادة طيران الأطلسي
فليغيرفورر الأطلسي Fliegerführer Atlantik (بالألمانية: «Flyer Command Atlantic») كانت قيادة جوية بحرية في الحرب العالمية الثانية للوفتفافه مخصصة للدوريات البحرية، والحظر البحري. خاضت القيادة الجوية حصرا في معركة الأطلسي.
عند اندلاع الحرب العالمية الثانية في سبتمبر 1939، كان لدى لوفتفافه عدد قليل من وحدات الطيران البحري والطائرات المتخصصة. بحلول عام 1940، احتل الفيرماخت الكثير من أوروبا الغربية والدول الاسكندنافية. اعتبرت القوات البحرية (كريغسمارينه) وقائدها العام إريش رايدر هذه فرصة لتدمير الاتصالات البحرية للمملكة المتحدة، آخر معارضي ألمانيا المهمين في أوروبا.
في فبراير 1941، أمر أدولف هتلر أوبركوماندو دير لوفتفافه (OKL) بتشكيل قيادة جوية بحرية لدعم عمليات عمليات الغواصات يو بوت في معركة المحيط الأطلسي.  قائد العام للقوات المسلحة لسلاح الجو الألماني، هيرمان جورينج، وافق على تشكيل القيادة البحرية المتخصصة التي بقيت تحت سيطرة التشغيلية لسلاح الجو الألماني، وكان تابعا ل الأسطول الجوي الثالث، بقيادة هوغو شبيرل.  كان للقيادة ولاية قضائية على جميع عمليات لوفتفافه في المحيط الأطلسي والقناة الإنجليزية والبحر الأيرلندي. كان أول ضابط قيادة مارتن هارلينجهاوسن.
شاركت القيادة في المعارك وحققت نجاحًا كبيرًا في عام 1941. أشار رئيس الوزراء ونستون تشرشل إلى فليغيرفورر الأطلسي وسلاحها الرئيسي، فوك-وولف في 200 كوندور، على أنه «آفة الأطلسي».  في ختام العام، قامت الإجراءات المضادة البريطانية بترويض التهديد من الطائرات الألمانية بعيدة المدى. مع اشتداد المعارك في المحيط الأطلسي في عامي 1942 و1943، تقدمت القيادة بمطالب مستمرة للحصول على طائرات وأطقمها. تعمل لوفتفافه بشكل كبير في المسارح الأخرى، ولا يمكنها أن تتحمل تحويل أو إنشاء قوات للعمليات الأطلسية. جنبا إلى جنب مع عمليات الاستطلاع ومكافحة الشحن، قدمت فليغيرفورر الأطلسيالتفوق الجوي لتغطية طرق العبورللغواصات يو بوت في خليج بسكاي ضد القيادة الساحلية المعاصرة التابعة لسلاح الجو الملكي.
بحلول عام 1944، توقف فاعلية فليغيرفورر الأطلسي. بحلول أبريل 1944 تم حلها ودمجها في فليجاكوا إكس (الفيلق الجوي العاشر). طوال وجودها، كانت كامفكوشفادا 40 الوحدة القتالية الرئيسية للقيادة.

## خلفية
نفذت البحرية الإمبراطورية الألمانية (بالألمانية: Kaiserliche Marine)‏ عمليات جوية ناجحة في بحر الشمال في الحرب العالمية الأولى. سلاح الجو الألماني البحري (بالألمانية: Marinefliegerkorps)‏ كان ناجحًا في اكتساب التفوق الجوي وأثبت فعاليته في عمليات مكافحة الشحن. على الرغم من القتال بشجاعة في الحرب، افتقرت البحرية، على عكس الجيش الألماني، إلى نصر حاسم. يمكن عزو نجاح الجيش في المقابل إلى الحروب النابليونية وكان هناك تقليد في التعلم من التجارب السابقة. عندما أسست رايخ مارين من قبل حكومة فايمار (1919-1933)، كان ضباط البحرية الألمانية واعيين بسجل زمن الحرب ووضعو باعتبارهم تدريب المبتدئين. كل هذا ساهم في الإحجام عن فحص العمليات الجوية البحرية. بحلول عام 1921، لم يحرز الرايخ مارين تقدمًا كبيرًا في بناء خدمة جوية جديدة حيث كانت تمتلك 15 طيارًا فقط. 

### غورينغ ورايدر
عندما وصل أدولف هتلر والحزب الاشتراكي الوطني إلى السلطة في عام 1933، تم عكس العمل الأساسي الذي وضعته الرايخ مارين وحكومة جمهورية فايمار. عين هتلر زميله المقرب هيرمان غورينغ، وهو مؤيد نازي، حليف لهتلر، الحرب العالمية الأولى طيار بطل وحامل وسام الاستحقاق ، كرمز وطني للطيران. تم تعيين المدير السابق لدويتشه لوفت هانزا إرهارد ميلخ نائبا له. في أبريل 1933، تم إنشاء وزارة طيران الرايخ تحت إشراف غورينج. أصدر غورينغ مرسومًا بأن جميع الطائرات العسكرية تنتمي إلى لوفتفافه التي تم إنشاؤها حديثًا، والتي تم إنشاؤها في مارس 1933. كان من المفترض أن تكون كقوة جوية مستقلة. 
كان منطق غورينغ في امتلاك سلاح جوي مستقل لكن عندما سيصبح مارشال الرايخ في المستقبل رأى لوفتفافه الجديدة كقاعدة قوة شخصية وإقطاعية بالإضافة إلى سلاح حرب حاسم ولن يتقاسمه مع البحرية.  جعله سلوك غورينغ في صراع مع الأميرال الأعلى إريش رايدر، القائد العام للبحرية - المعروفة باسم كريغسمارينه من عام 1935. كره غورينج البحرية ورايدر.  في تصور غورينغ، مثل كل من رايدر والبحرية المجموعة البرجوازية للمجتمع الألماني التي تعهدت الثورة الاشتراكية الوطنية بالقضاء عليهم.  خلال الحرب العالمية الثانية تحول التنافس بينهما إلى عداء مفتوح.  لم يعارض رايدر استقلال سلاح الجو الألماني، لكنه أراد وجود سلاح جوي بحري تحت سيطرة البحرية. إذا ارادو أن تكون كريغسمارينه فعالة، فإنه يتطلب قوة جوية. انتهى الجدل حول السيطرة على الطيران البحري مؤقتًا، حتى عام 1937، عندما ذكرت وزارة الدفاع (بالألمانية: Reichswehrministerium)‏ ((بالألمانية: Reichswehrministerium)‏ أن الطيران البحري سيكون تحت إدارة لوفتفافه ولكن سيتم وضع الوحدات المتخصصة تحت السيطرة التشغيلية لكريغسمارينه. 

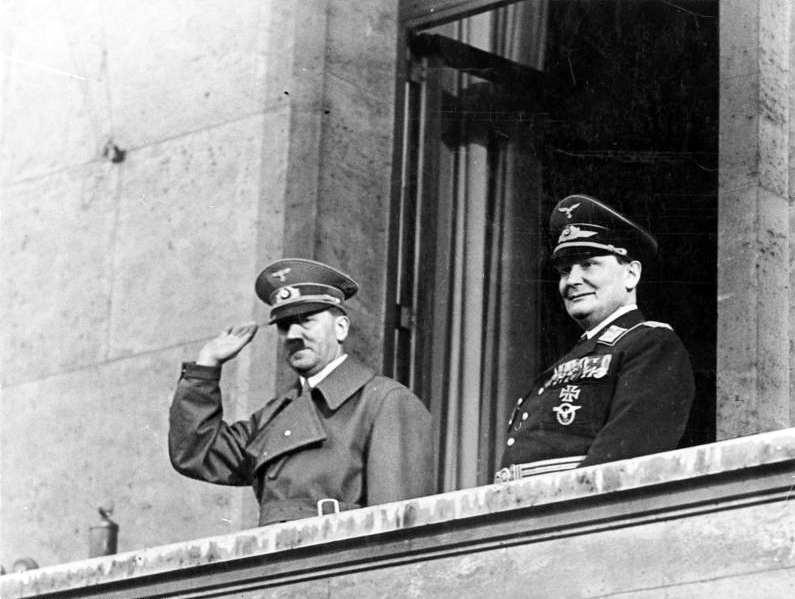
أدولف هتلر (يسار) مع هيرمان غورينج، 1938.

في 4 فبراير 1937، غورينج دعا رايدر إلى مؤتمر خاص بهدف المقترحات. في الاجتماع، الذي عقد في 11 مارس، سلم رايدر مذكرة تفصيلية إلى غورينج تطلب إعارة الطيران البحري بشكل دائم إلى البحرية حيث كانت في أفضل وضع لفهم المتطلبات البحرية الجوية. وجد رايدر دعمًا من القائد العام للفيرماخت (القوات المسلحة الألمانية) فيرنر فون بلومبيرج. وأكد بلومبرغ المقترحات الحالية بإيجاز. ومع ذلك، لم يحل الاجتماع تمامًا السؤال حول السلاح الذي يجب أن يكون مسؤولا عن العمليات الجوية في البحر، مع النظر في مستقبل حاملة الطائرات. اعترف طاقم البحرية بالاقتراح المعيب، واشتكى مرة أخرى من عدم وجود قرار واضح. في 10 مارس، تم تنظيم مؤتمر جديد مع ألبرت كيسلينج، ثم رئيس هيئة الأركان العامة، وغورينج في 1 أبريل و10 مايو دون نتيجة. أكد غورينغ على مقترحات بلومبيرج ورايدر على أنها الاستيلاء على السلطة، ورفض التزام الوحدات الجوية بالقيادة البحرية خلال عمليات محددة. ولعله شعر بالغضب والهزيمة، فقد أشار رايدر في 20 مايو 1937 إلى أن «القائد العام للبحرية قرر إلزام جميع الوحدات الجوية البحرية بأوامر قيادة البحرية».  أشار رائد إلى أن غورينغ ربما لن يوافق أبدًا على تقسيم خدمته. 
استمر نزاع كريغسمارينه- لوفتفافه خلال عامي 1937 و1938. لم يرفض غورينغ صراحة ادعاء البحرية لأسباب فنية، ولم ينكر أهمية القوة الجوية في الحرب البحرية، مما وضع الكثير من خطوط العرض في المناقشات. بدلاً من ذلك، تظاهر غورينغ بالرغبة في التعاون، ولكنه فعل ذلك فعلاً في الأمور والطرق التي يمكن أن تستفيد مها لوفتفافه من البحث التشغيلي لكريغسمارينه. أمر غورينغ بتقطيع الأنشطة والمنظمات البحرية الجوية حسب تقديره الخاص ووفقًا لخططه الخاصة. تم تعيين غورينغ نائبًا لهتلر للخطة الخمسية وهو الآن في وضع يمكنه من التحكم في جميع السياسات المتعلقة بتخصيص الموارد الجوية التي تضعف موقف البحرية. تم تأكيد التأكيد النهائي لكيفية تفاعل الأسلحة الجوية والبحرية في مؤتمر في 27 فبراير 1939، وتم التصديق عليه في مذكرة أعدها كارل بودينسشاتز وقعت من قبل غورينغ ورايدر. ستحتفظ الأولى بالسيطرة الكاملة على الوحدات الجوية البحرية وسيتولى التحكم في العمليات ضابط اتصال من لوفتفافه امعين في كريغسمارينه. 
استمر انحدار الطيران البحري. أثناء الحرب الأهلية الإسبانية، قامت الطائرات الألمانية - بشكل رئيسي هينكيل هي 59 وهاينكل هي 60 بإغراق 144 سفينة من أصل 554 التي خسرتها القوات الجمهورية. قبل سقوط برشلونة عام 1939، على سبيل المثال، غرقت الطائرات الألمانية 30 سفينة وألحقت أضرارًا بالميناء.  لم يؤد نجاح عمليات مكافحة الشحن إلى دفع الطيران البحري إلى مكان مهم. تشبه سياسات الأدميرال زيمكر، العقيدة التي تم إنتاجها في ظل ولاية والتر فيفر كرئيس لهيئة الأركان العامة (1933-1936) هبطت المخاوف البحرية إلى المركز الرابع في قائمة الأولويات في سلوك الحرب الجوية في عام 1935 - والتي ظلت دون تغيير. ومع ذلك، بدأ الكثير من التقدم في الطيران البحري من قبل لوفتفافه، بدلاً من كريغسمارينه. قام الجنرال هيلموت فيلمي، قائد Luftlotte 2، بتشكيل فيلق طائرات بحرية متخصص تحت قيادته تحت سيطرة هانز جيزلر - وهو طيار بحري وبحار سابق. في حالة الحرب، كان فيلمي مسؤولاً عن القيام بعمليات جوية ضد إنجلترا في مايو 1939. تم تعيين طيار بحري آخر، جواكيم كويلر، مفتشًا في الطيران البحري. طور هؤلاء الرجال الطوربيدات التي تم إسقاطها جوًا والألغام البحرية التي أثبتت نجاحها جدًا منذ عام 1940. ومع ذلك، تم إحباط جميع محاولات إنتاج ذراع بحري من قبل نائب هتلر والقائد العام للوفتفافه هيرمان غورينغ. 

## العمليات القتالية

### 1942: الوقت السعيد الثاني
إعلان هتلر للحرب ضد الولايات المتحدة في 11 ديسمبر 1941، دعما لحليفته، إمبراطورية اليابان، فتح غرب المحيط الأطلسي وشفن الشحن الأمريكية لغواصات يو التي أمرت في السابق بتجنب الاتصال مع المحايدون الأمريكيون آنذاك. قدم القرار مزايا تكتيكية فورية ضد الأمريكيين غير المستعدين على طول الساحل الشرقي للولايات المتحدة. أصبحت الحملة معروفة باسم «الوقت السعيد الثاني» لأطقم يوبوت، ولكن ليس لفليغيرفورر الأطلسي. 
في 5 يناير 1942، تم استبدال هارلنهاوزن بأولريش كيسلر. تحمل كيسلر نفس المشاكل التي عانى منها سلفه. لم يكن قادرًا على دعم غواصات يو على الجانب الغربي من المحيط الأطلسي، ولا اعتراض طرق القوافل بينما تحولت عمليات مكافحة الشحن إلى قوافل البحر الأبيض المتوسط والقطب الشمالي. أثبتت الطوربيدات الهوائية ذات التصميم الإيطالي (F5a) نجاحها في ريجيا ايرونوتيكا (سلاح الجو الملكي الإيطالي) وفي لوفتفافه، ولكن تم تسليم هذه الأسلحة إلى KG 26 ووحدات أخرى تعمل ضد الشحن في البحر الأبيض المتوسط وضد قوافل القطب الشمالي قبالة النرويج.  على مدار هذه الأحداث التي تتكشف في الفترة من 26 يوليو 1941 إلى 30 أبريل 1942، تقلصت فليغيرفورر الأطلسي من 90 إلى 16 طائرة مقاتلة ومن 25 إلى 20 اف دبليو 200s.  خلال «الوقت السعيد»، المعروف باسم عملية الطبلة، ظل هتلر ثابتًا في رأيه بأن أولويات القوة الجوية الألمانية بقيت في مكان آخر حيث ضغط طاقم البحرية للحصول على المزيد من طائرات أف دبليو 200s وأحدث هاينكل هي 177. 
مع تطور الحرب الجديدة، تم تحويل III.KG 40 من هي 111 إلى أف دبليو 200. تم إرسال عدد من الكندور فجأة إلى البحر الأبيض المتوسط والشروع في عمليات النقل على الجبهة الشرقية. انخفضت عمليات كوندور إلى أدنى مستوى سجلت خلال عام 1942، حتى عام 1943.  استمرت عمليات مكافحة الشحن في المياه الساحلية البريطانية حتى عام 1942 وامتدت إلى البحر الأيرلندي. شاركت طائرة يو 88 ودو 217 من Luftflotte 3 أحيانًا بطوربيدات. استمر Minelaying، ولكن تم التعامل مع عملياتهم من قبل Fliegerkorps X ضد احتجاجات كيسلر لتكون كل هذه الوحدات تحت قيادته. على الرغم من ذلك، فقد Fliegerkorps X وحدات القاذفات - مثل كيه جي 2 - في حملة القصف على بريطانيا. كانت العمليات الساحلية مكلفة - في أبريل 1941 III./KG 40 تم سحبها عندما غادرت ثماني طائرات فقط من أصل 32 طائرة مصرح بها.  تم النظر في منصات أسلحة جديدة لعمليات الطوربيدات. حتى مقاتلات فوك وولف فو 190 خضعت للاختبار. بحلول أوائل عام 1942، انتقلت غالبية الوحدات المجهزة بطوربيدات للعمليات في المحيط المتجمد الشمالي أو البحر الأبيض المتوسط.  اأخيرة تمت إزالتها من قبل غورينج بموافقة هتلر في 21 أبريل وسط احتجاجات من رايدر. كان من المقرر أن يعودوا في يوليو 1942.  ظل تطوير الطوربيد الجوي في أيدي كريغسمارينه، ولم يكن حتى عام 1941 تم منح لوفتفافه في نهاية المطاف الولاية القضائية ومضت على وجه السرعة وبالتالي كانت أول عامين من الحرب ضائع وتم إحراز القليل من التقدم. 

## القادة
- جنرال ليتوتنات Martin Harlinghausen ، 31 مارس 1941 – 5 يناير 1942
- جنرال مايجور فولفجانج فون وايلد (بالنيابة)، 30 أكتوبر 1941 – 5 يناير 1942
- الجنرال دير فليجر أولريش كيسلر، 5 يناير 1942 – 1 أبريل 1944

### اقتباسات
1. 1 2 3 4 5 6  National Archives 2001.
2. ↑  Goss 2016.
3. 1 2 3  Corum 1997.
4. 1 2 3 4 5 6  Isby 2005.
5. ↑  Korda 2009.
6. 1 2 3  Hooton 1999.
7. ↑  Lee 1972.
8. 1 2  Gannon 1990.
9. ↑  Hooton 2010.